# Rivière souterraine des Usages
La rivière souterraine des Usages est un cours d'eau souterrain français de 404 m de longueur situé sur la commune de Villiers-Saint-Benoît, en Puisaye dans l'ouest du département de l'Yonne, en Bourgogne-Franche-Comté.
Elle présente la caractéristique assez rare de permettre l'accès à une confluence souterraine.

## Parcours
Le point d'accès est un puits artificiel de 37 mètres de profondeur dans la cour de la ferme des Petits Usages, à l'extrémité sud de la commune de Villiers. Ce puits débouche sur un affluent de la rivière long de 110 mètres. Cet affluent sort d'une trémie au nord du puits ; à environ 20 m au sud et en aval du puits, sa course s'infléchit vers le sud-est puis vers l'est pour atteindre sa confluence en rive gauche environ 80 m en aval du puits. La rivière des Usages, qui coule du sud au nord, n'a alors plus que 103 m à parcourir avant sa disparition dans un siphon.

### L'Orsière, les Usages et l'Ouanne
Vers son amont (donc vers le sud), la rivière des Usages sort elle aussi d'une trémie qui se trouve à 1000 m au nord-ouest de la zone d'entonnoirs ou dolines dans lesquelles disparaît l'Orsière, sur la commune de Tannerre-en-Puisaye. Ces pertes, dont certaines forment de petites cavernes, ont donné leur nom au lieu-dit les Entonnoirs où elles se trouvent. Elles seraient reliées à la rivière souterraine des Usages et au-delà à l'Ouanne par l'intermédiaire d'un groupe de sources situées dans la vallée de cette dernière entre Villiers-Saint-Benoît et Grandchamp, à 5 km au nord des Entonnoirs.

Or les habitants de la région ont indiqué que des bottes de foin tombées dans les Entonnoirs de l'Orsière seraient ressorties dans ces sources ; ce qui suggère qu'elles auraient rejoint la rivière des Usages, qui elle-même rejoindrait les sources en question et donc l'Ouanne.

## Débit
Le débit de la rivière n'a pas été mesuré. Un ordre de grandeur peut être estimé à partir des indications suivantes données par les spéléologues qui l'ont explorée :
« ... une voûte mouillante, délicate à franchir même en période d'étiage. Sa largeur est de 1,50 m, la hauteur de 70 cm mais l'eau occupe l'espace à 80%... ».
Cependant ceci ne donne pas la vitesse du flot, ni donc le débit de la rivière.